# Chvalkovice v Čechách
Chvalkovice (deutsch Chwalkowitz) ist eine Gemeinde in Tschechien. Sie liegt drei Kilometer nordwestlich von Velký Třebešov und gehört zum Okres Náchod.

## Geschichte

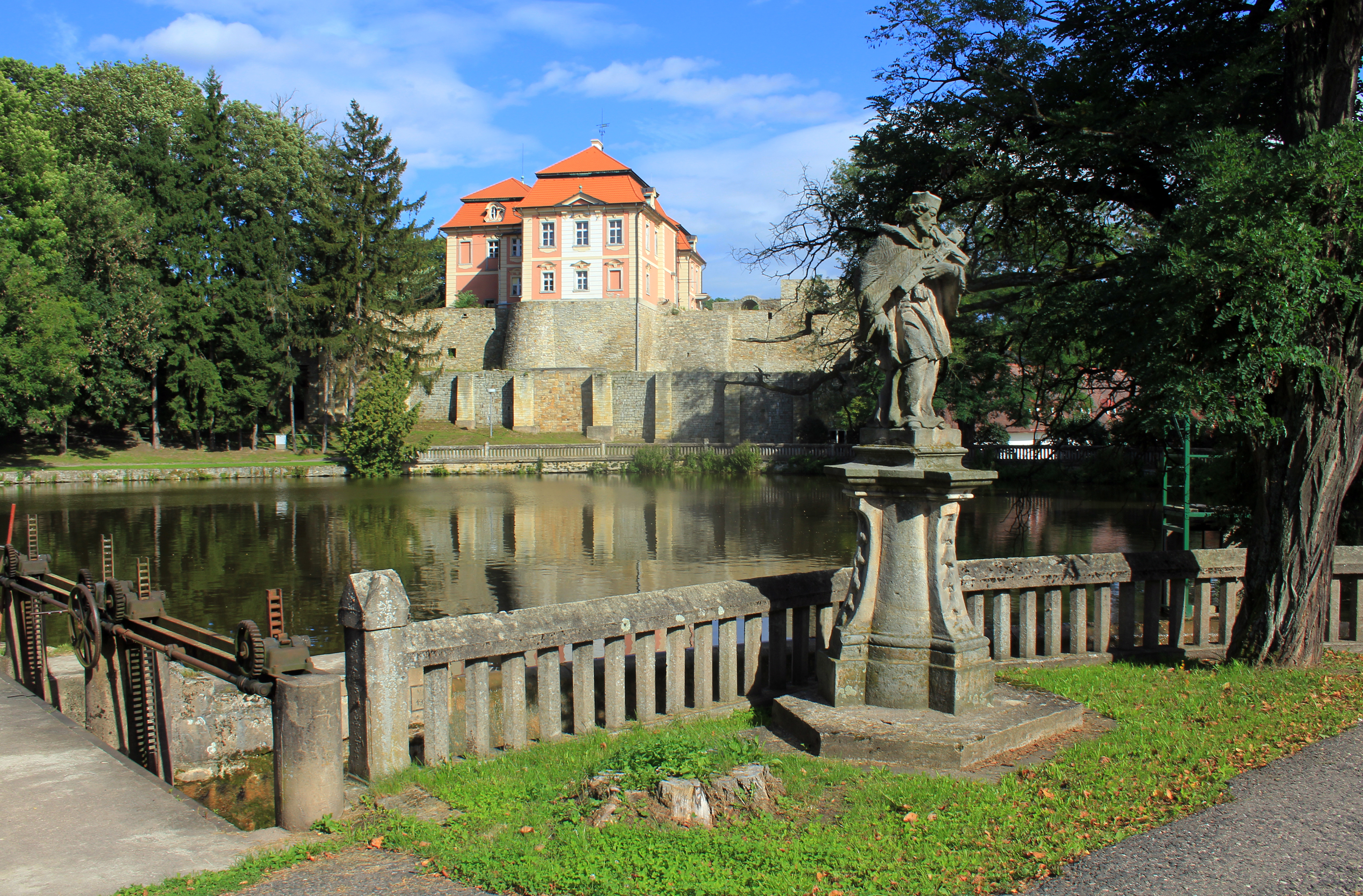
Schloss Chvalkovice

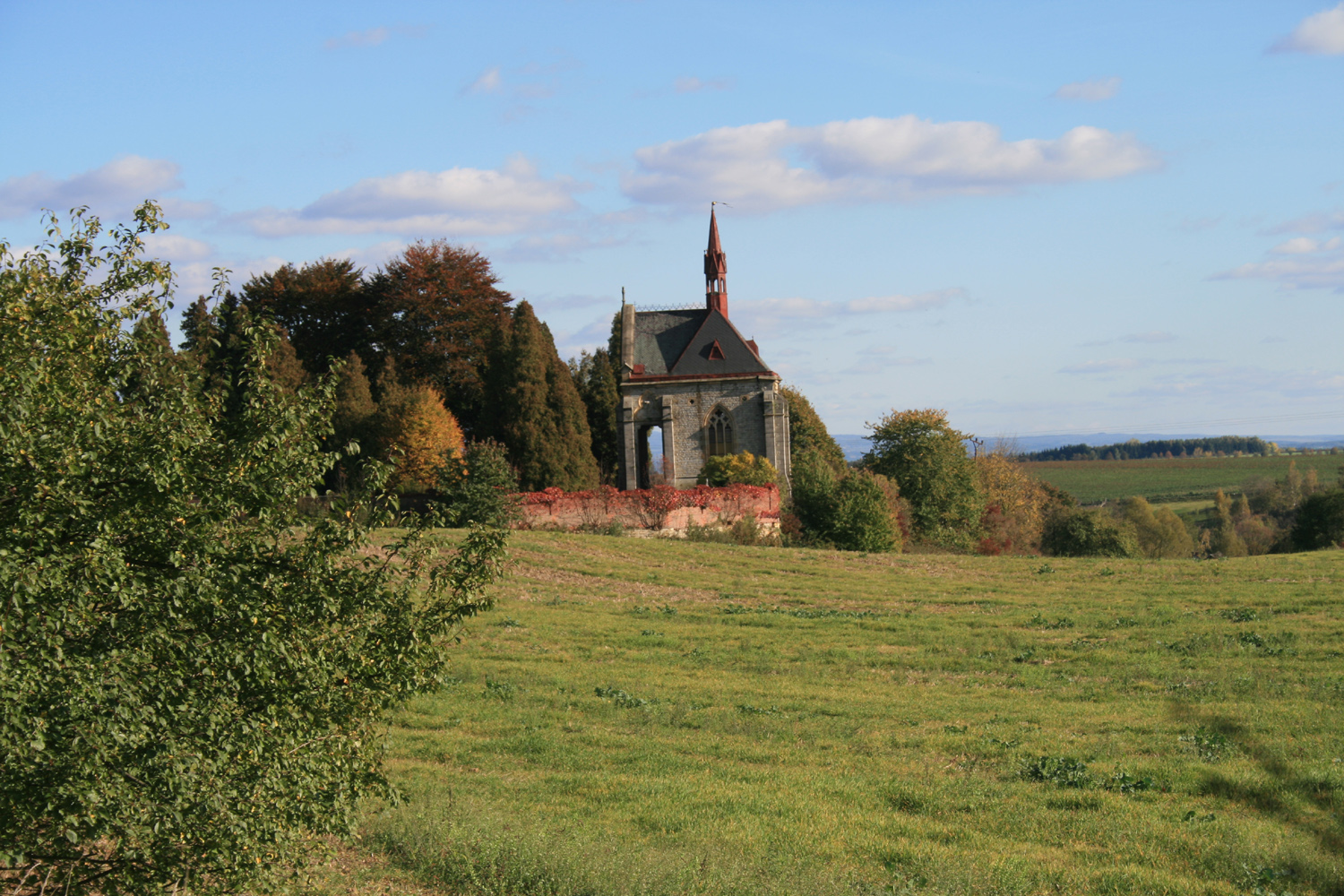
Mausoleum der Industriellenfamilie Dlabola auf dem Friedhof von Chvalkovice

Die erste schriftliche Erwähnung von Chvalkovice erfolgte für das Jahr 1350, als es in einer Zusammenstellung der zum Erzbistum Prag gehörenden Pfarrkirchen aufgeführt wurde. Die nächste Erwähnung von 1359 bezieht sich auf die Ernennung des damaligen Chwalkowitzer Pfarrers Jan zum Pfarrer von Hořičky. Nachfolgend wurde Chvalkovice als Rittergut mehrmals in der böhmischen Landtafel aufgeführt.
Erster bekannter Besitzer war 1370 Peter von Chwalkowitz (Petr z Chvalkovic). Ihm folgte Stříza, Witwe des Bavor. Nach Jan Šváb wechselten die Besitzer mehrmals. Im Jahre 1600 erwarb Chvalkovice Rudolf Dobřenský von Dobřenic. Für 1654 sind fünf Bauerngehöfte, 23 Häusler und 18 Chalupner nachgewiesen.
In der zweiten Hälfte des 18. Jahrhunderts bestand die Herrschaft Chvalkovice aus den Dörfern Nesytov, Komárov, Svinišťany, Říkov, Bukovina (Groß- bzw. Kleinbok), Žluva und Výhled (Weihled) sowie Chvalkovice, zu dem der Gutshof, das Schloss, das Pfarrhaus und die Brauerei gehörten. Die aufgeführten Besitzungen verkaufte Jan Josef Dobřenský von Dobřenic 1798 an den kurländischen Herzog Peter von Biron, der sie mit seiner 1792 erworbenen Herrschaft Náchod vereinte. Nach dessen Tod im Jahre 1800 erbte seine älteste Tochter Katharina Wilhelmine von Sagan die Herrschaft Nachod. Nach deren Tod verkaufte ihre Schwester Pauline von Hohenzollern-Hechingen die Nachoder Besitzungen an Octavio von Lippe-Biesterfeld, von dem sie 1842 an Fürst Georg Wilhelm aus dem regierenden Haus Schaumburg-Lippe übergingen. Das Gut Chvalkovice verblieb bis 1945 in der Familie Schaumburg-Lippe.
Nach Aufhebung der Patrimonialherrschaften wurde Chvalkovice selbständige Gemeinde. Im Deutschen Krieg von 1866 wurde in der Nähe von Chvalkovice die Schlacht von Schweinschädel ausgetragen.

## Ortsteile
Zur Gemeinde Chvalkovice gehören die Ortsteile:
- Chvalkovice (Chwalkowitz)
- Kopaniny (Kopain)
- Malá Bukovina (Kleinbok)
- Miskolezy (Miskoles)
- Střeziměřice (Ziesmitz)
- Velká Bukovina (Großbok), siehe Jüdischer Friedhof (Velká Bukovina)
- Výhled (Weihled)

sowie die Ansiedlungen Bokouš (Bokausch),  Dolní Grunt bzw. Dolní Žlíbek (Niedergrund), Harcov (Haatz) und Horní Grunt (Obergrund).

## Sehenswürdigkeiten

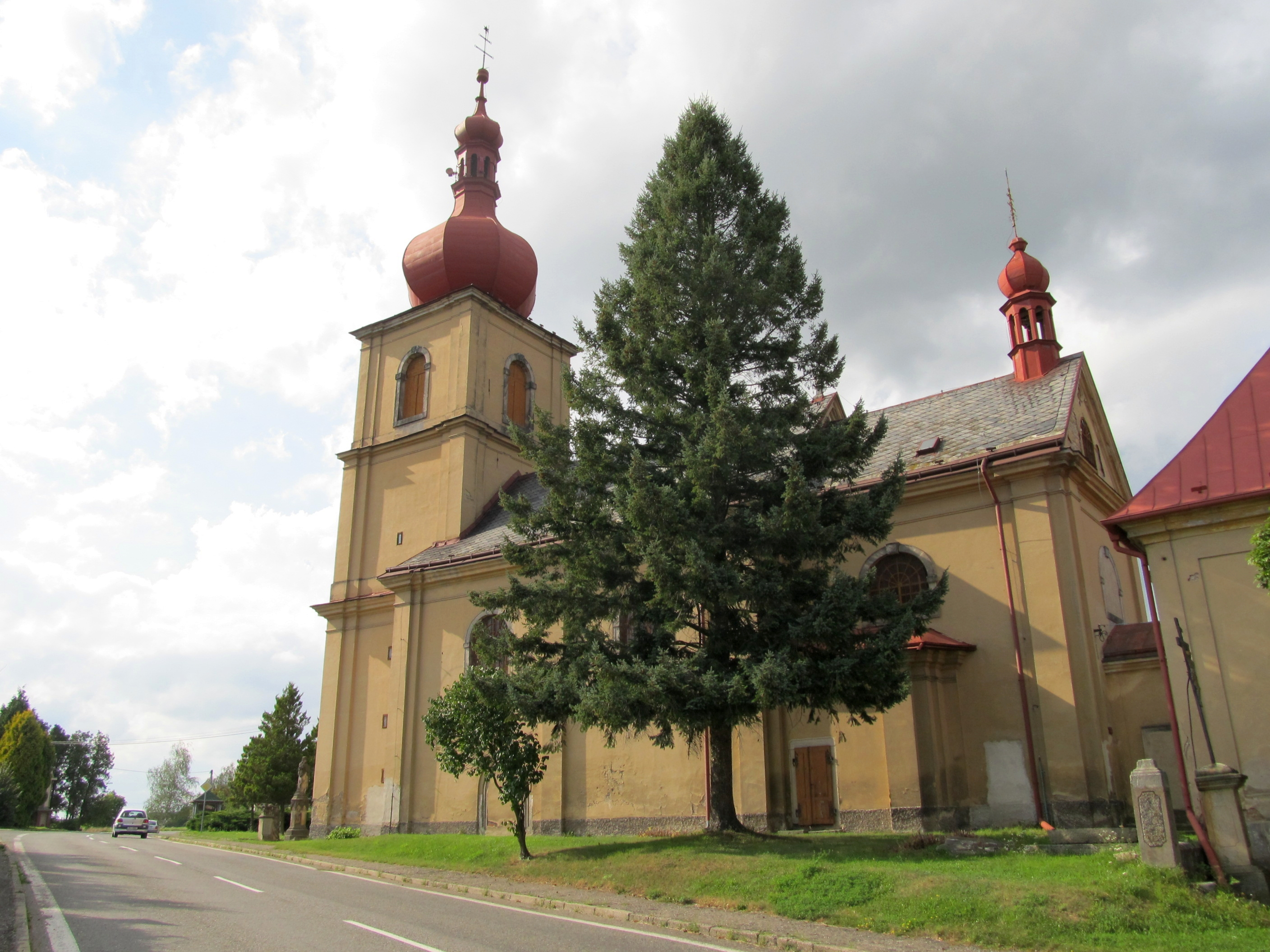
Ägidienkirche

- Das Schloss Chvalkovice wurde vermutlich in der ersten Hälfte des 16. Jahrhunderts errichtet.
- Kirche mit dem Patrozinium des hl. Ägidius (tschechisch Kostel svatého Jiljí).